# 象山邨
象山邨（英語：Cheung Shan Estate），是香港房屋委員會轄下的公共屋邨之一，由前房屋署署長廖本懷先生設計及由部份房屋署建築師進行項目規劃。此屋邨位於香港新界荃灣區，鄰近城門水塘及城門谷，但遠離荃灣市中心。本邨於1978年至1979年間落成並入伙，共有3座樓宇，佔地逾2.79公頃，總人口約4,700人。現時，象山邨由領先管理有限公司負責管理。

## 歷史

象山邨北面

象山邨平台

象山商場二樓

象山街市

熟食檔

兒童遊樂場

象山邨的舊址為城門道與老圍村之間的一片農地，以及附近的象山寮屋區。之後，象山寮屋區一帶被政府徵用以作發展公共屋邨，於1975年至1976年間清拆。本邨按照前香港屋宇建設委員會的標準設計，並建成3座樓宇，屋邨命名為「象山邨」，於1978年至1979年間入伙，交由香港房屋委員會管理。
本邨地理位置與圓玄學院、西方寺等宗教場所非常接近，曾經是古裝電視劇取景熱門地點，象山商場的漢城酒家當年吸引許多於圓玄學院及西方寺拍攝電視劇的明星光顧。不過，由於象山邨位置偏遠，加上不少居民喜歡在早上前往荃灣市中心喝茶，然後買菜回家做飯，令光顧漢城酒家的客人愈來愈少。最終，漢城酒家不敵時代變遷結業，原址改為老人院。
邨內尚有一家著名的快餐店，是為象山快餐店，該店早在象山邨落成之初已經存在，至今開業逾40年，以傳統港式快餐著名，而且沒有經過大型的裝修，仍然保留傳統屋邨快餐店的面貌，食物的價格也以親民著稱，吸引不少區內外市民光顧。

## 屋邨資料
秀山樓及樂山樓採用雙塔式設計，每座樓宇均設有兩個天井，開揚通風。

### 樓宇
| 樓宇名稱（座號） | 樓宇類型              | 落成年份 | 樓宇層數                                | 每層伙數                   | 每座單位總數（伙） | 建築師                          | 承建商           | 提供升降機的廠商 （更新前） | 提供升降機的廠商 （更新後） |
| ---------------- | --------------------- | -------- | --------------------------------------- | -------------------------- | ------------------ | ------------------------------- | ---------------- | --------------------------- | --------------------------- |
| 樂山樓（第1座）  | 雙塔式                | 1978年   | 21-24 （高座：2-24樓） （低座：2-21樓） | 34（2-21樓） 17（22-24樓） | 731                | 廖本懷 （屋宇建設委員會建築師） | 宏宗建築有限公司 | 乘賓 （Sabiem）             | 東芝                        |
| 秀山樓（第2座）  | 雙塔式                | 1979年   | 21-24 （高座：2-24樓） （低座：2-21樓） | 34（2-21樓） 17（22-24樓） | 731                | 廖本懷 （屋宇建設委員會建築師） | 宏宗建築有限公司 | 乘賓 （Sabiem）             | 東芝                        |
| 翠山樓（第3座）  | 舊長型 （露台相連式） | 1979年   | 12                                      | 13                         | 156                | 廖本懷 （屋宇建設委員會建築師） | 宏宗建築有限公司 | 乘賓 （Sabiem）             | 東芝                        |

## 教育及福利設施

### 中學

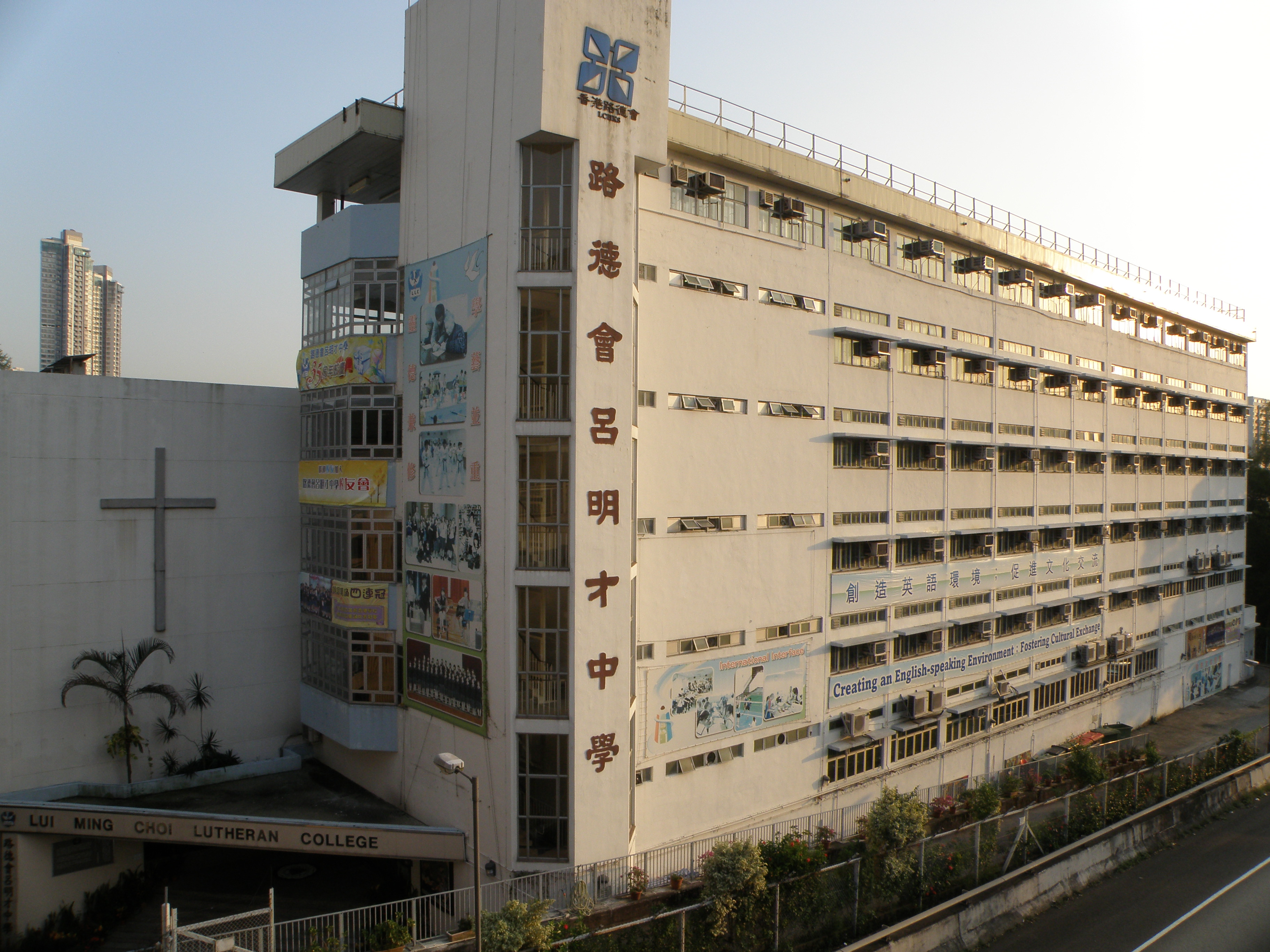
路德會呂明才中學
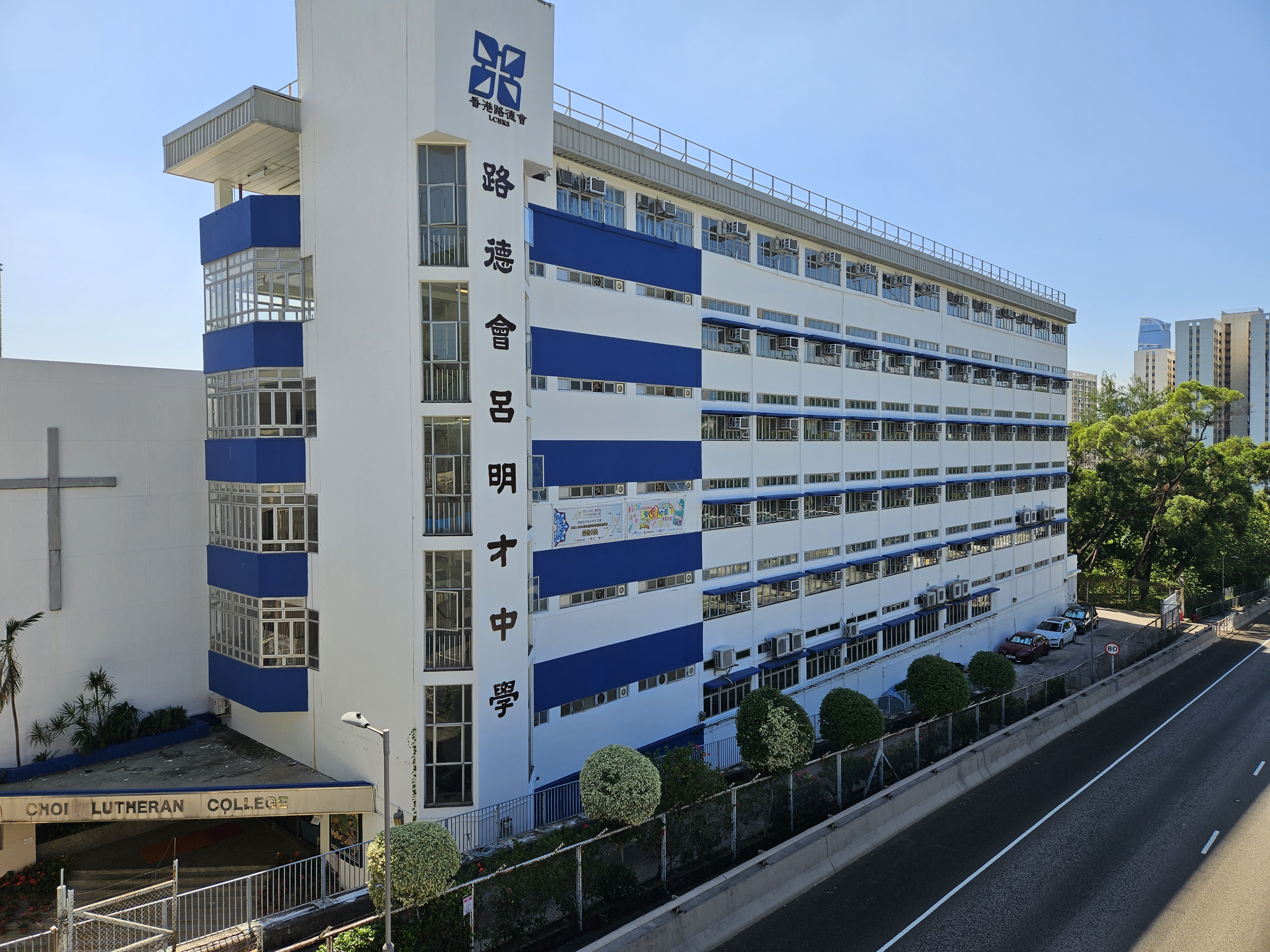
路德會呂明才中學
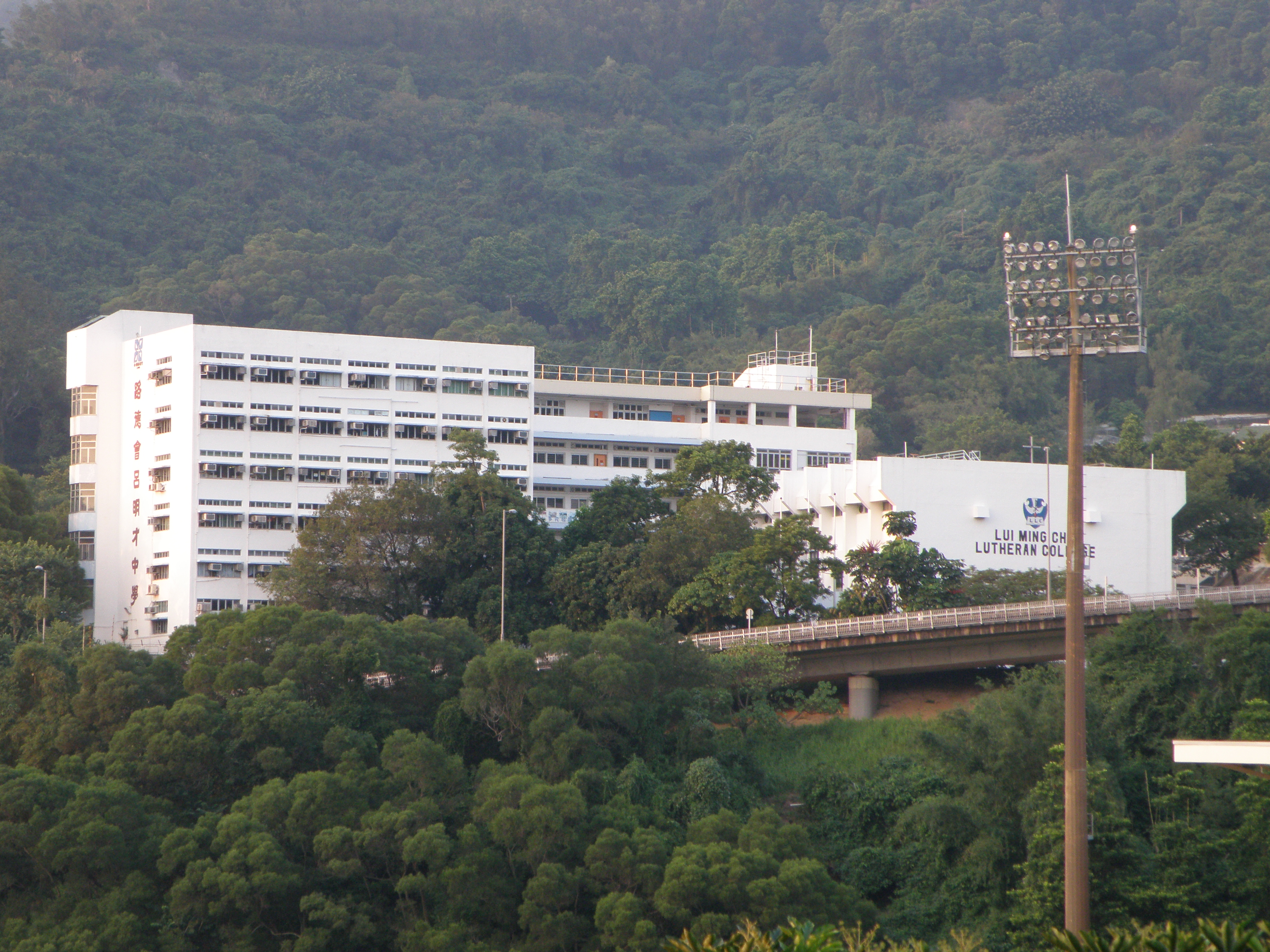
路德會呂明才中學南面
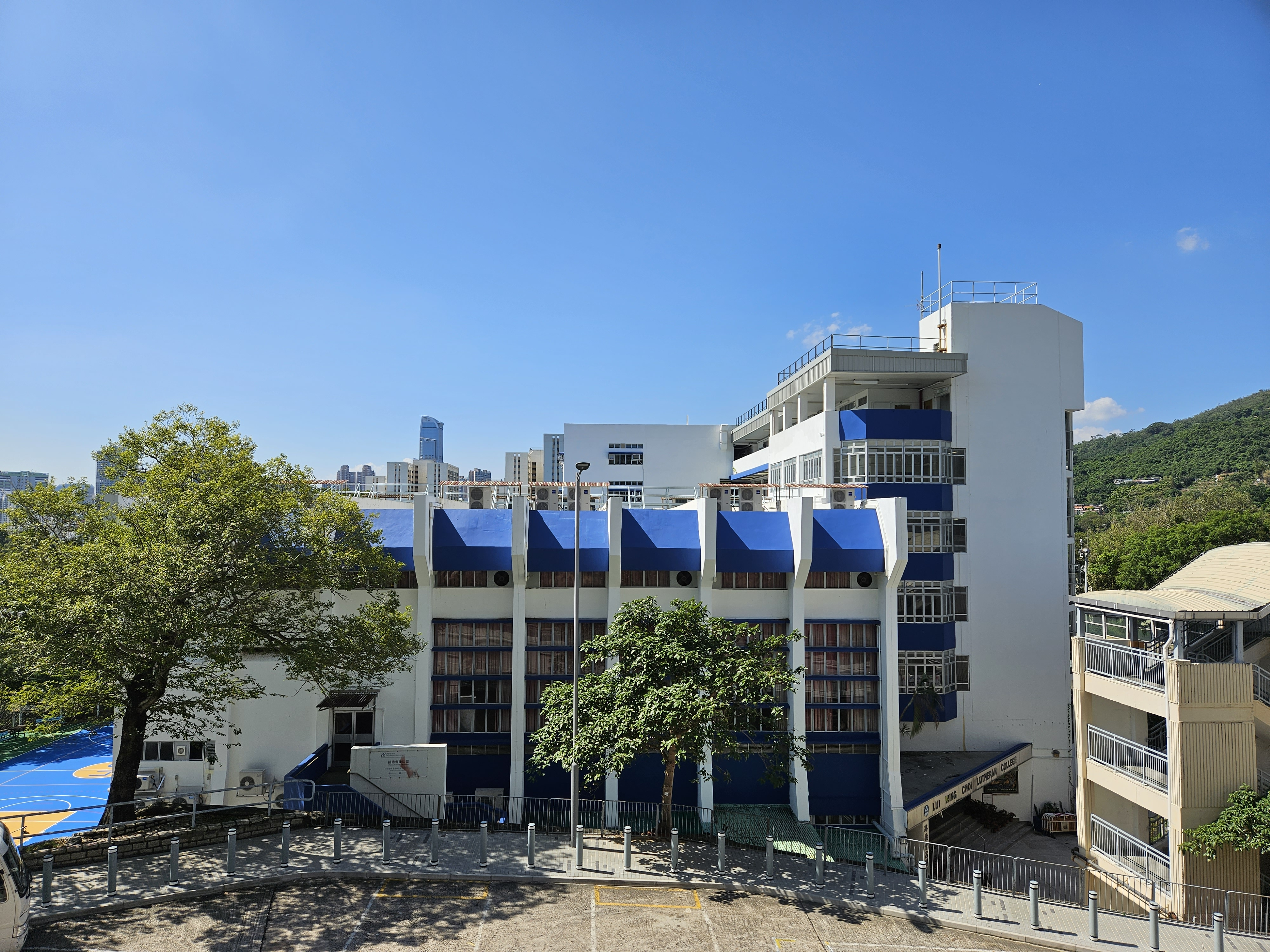
路德會呂明才中學禮堂翼

- 路德會呂明才中學
- 路德會呂明才中學
- 路德會呂明才中學南面
- 路德會呂明才中學禮堂翼

### 小學
已結束
- 荃灣信義學校[[[Wikipedia:格式手册/链接#章節|錨點失效]]]（現為樂屋過渡性房屋項目，共有145個單位）

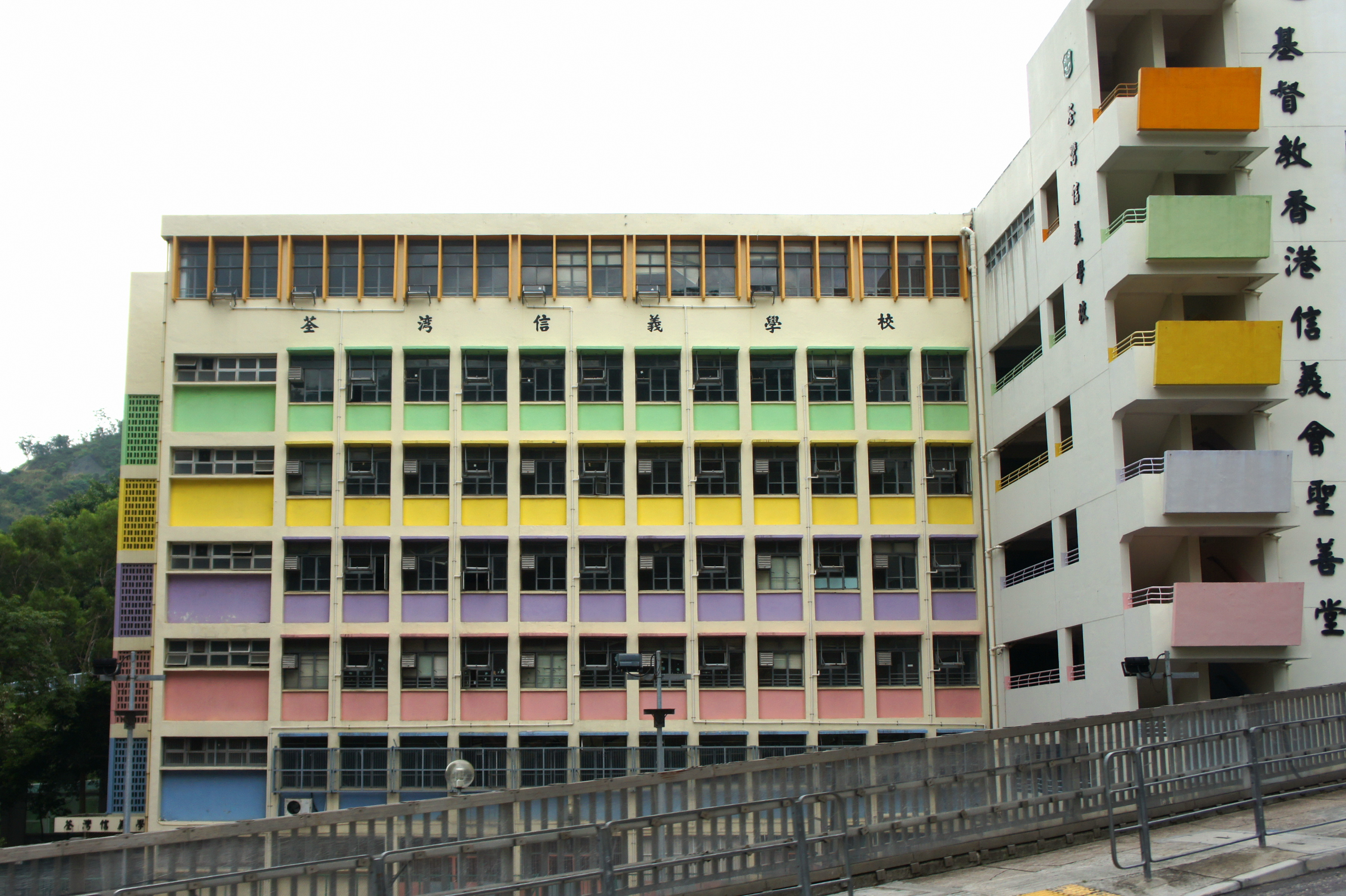
荃灣信義學校
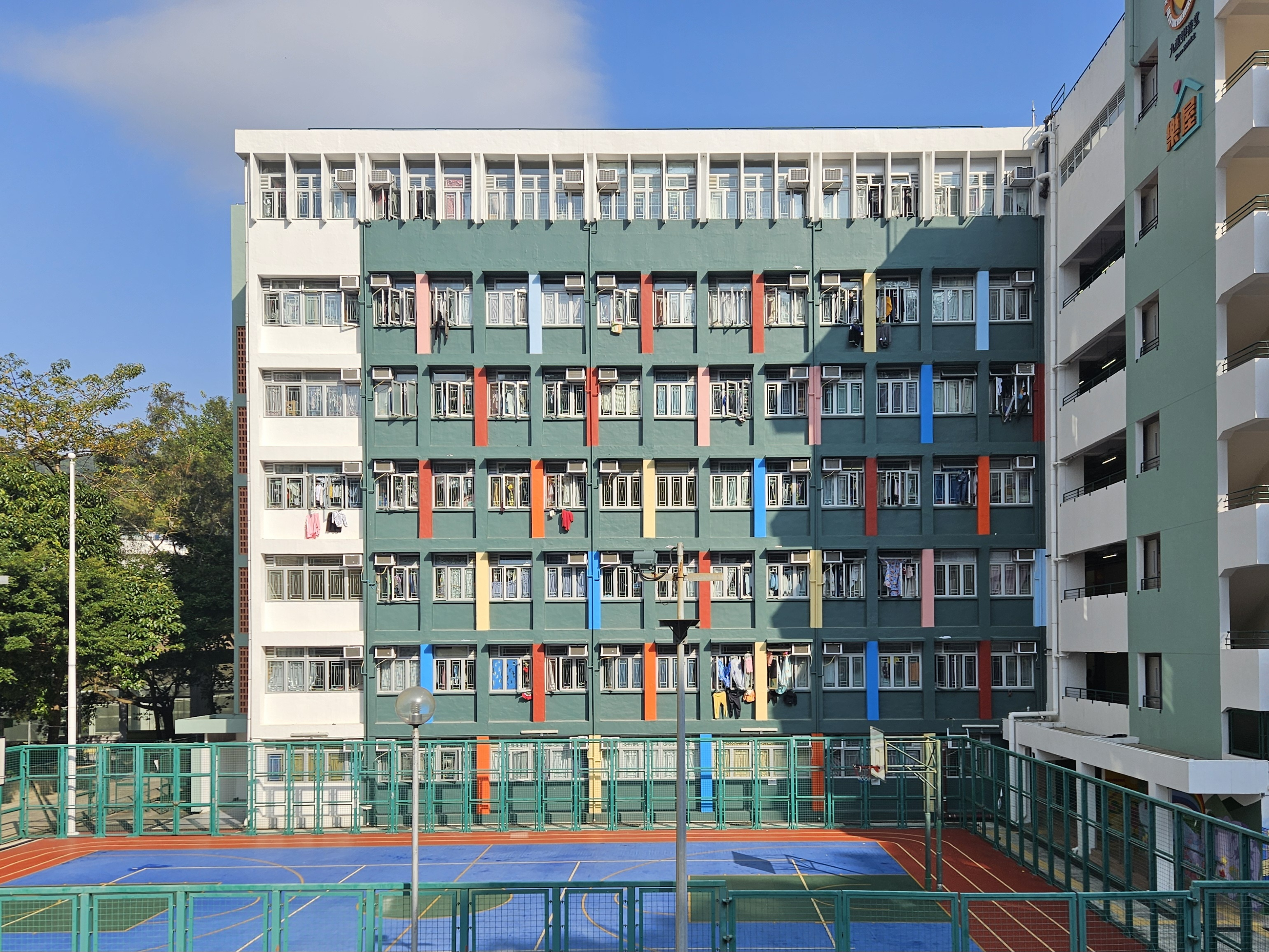
樂屋過渡性房屋（2024年2月）

### 居民組織
- 秀山樓互委會（親民建聯）
- 樂山樓互委會（親民建聯）
- 翠山樓互委會（中立）
- 象山邨居民聯會
- 象山邨關注組

## 邨內及附近公共設施

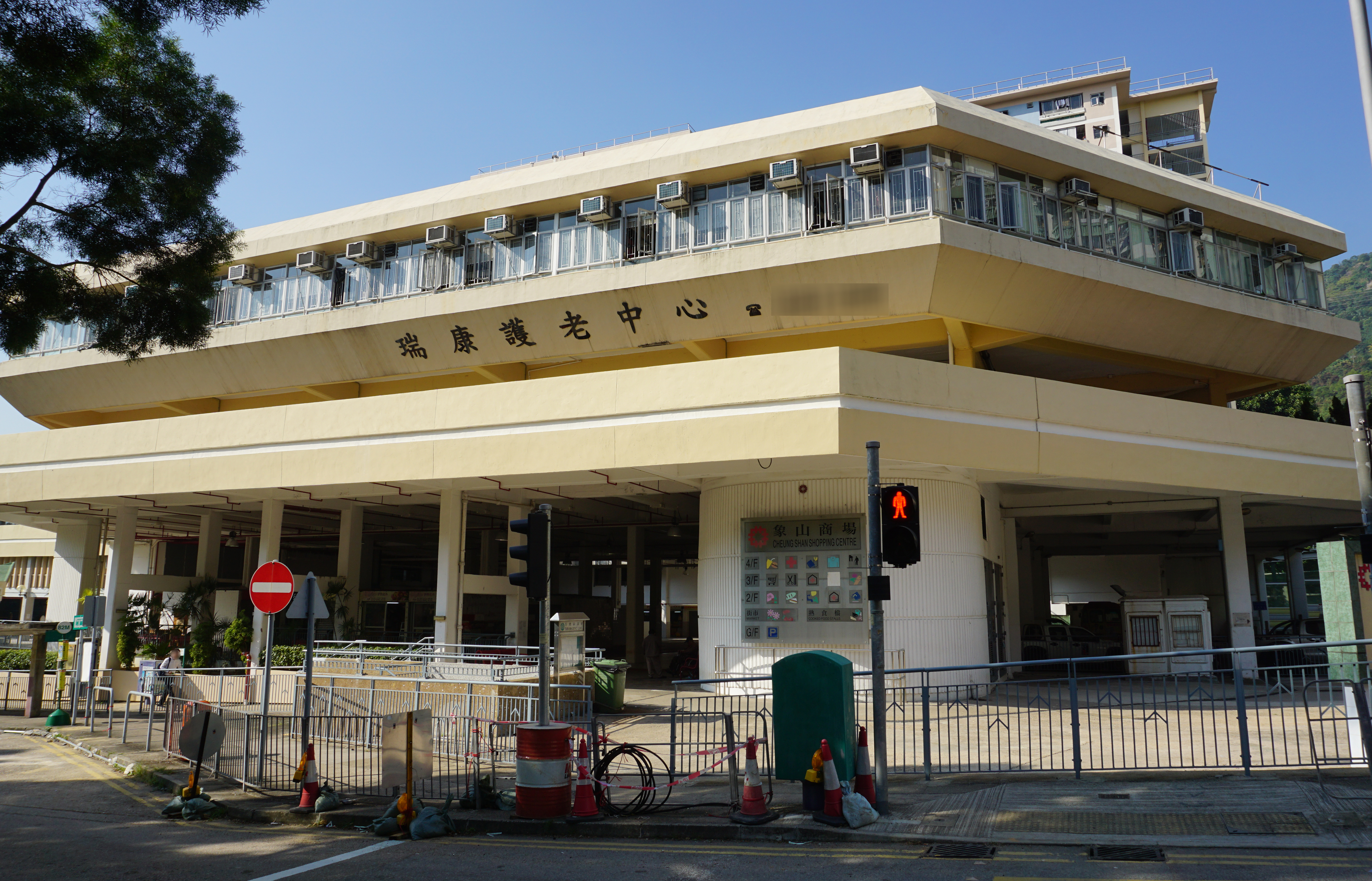
象山商場
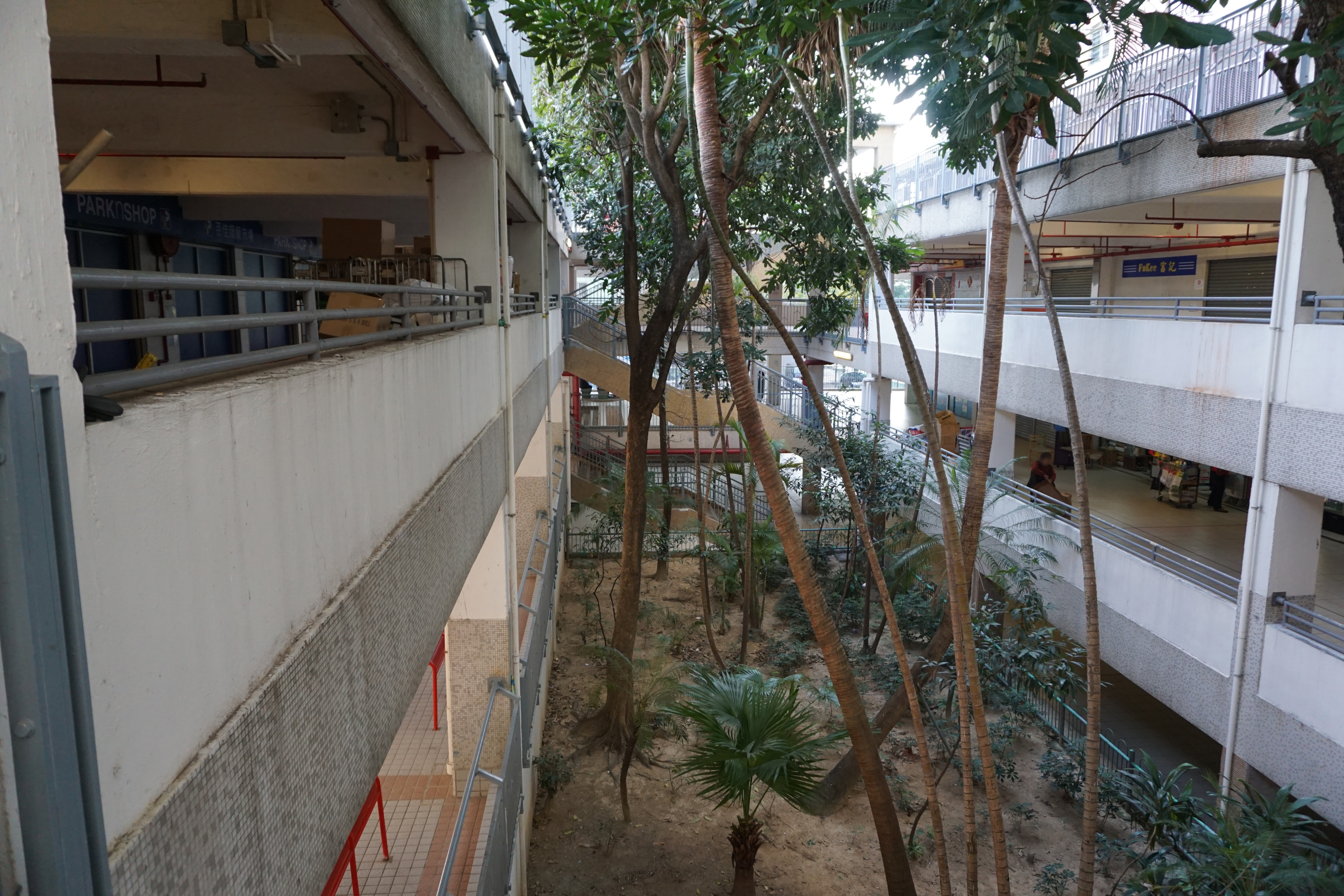
象山街市
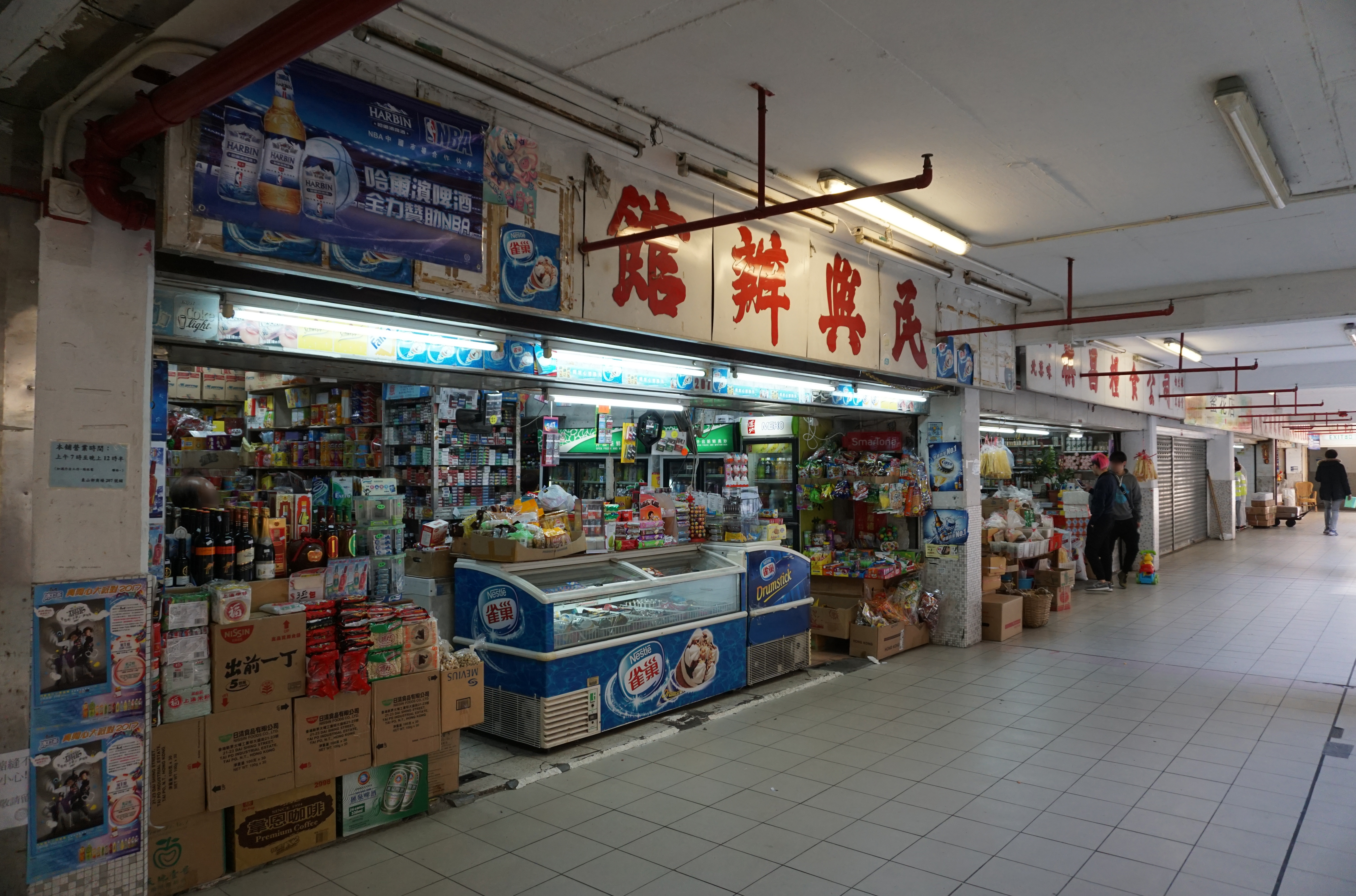
象山巴士總站（已關閉）
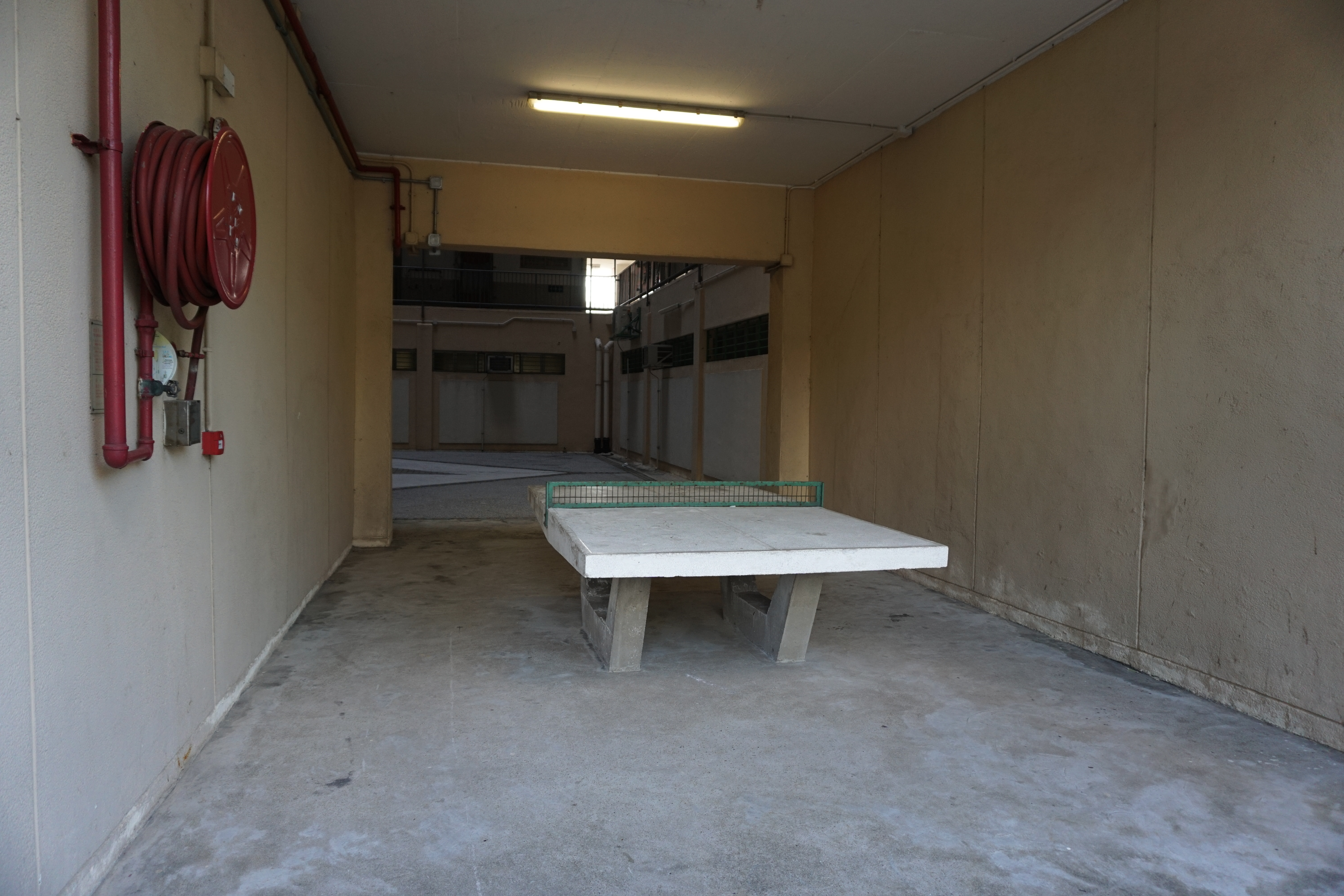
城門谷游泳池
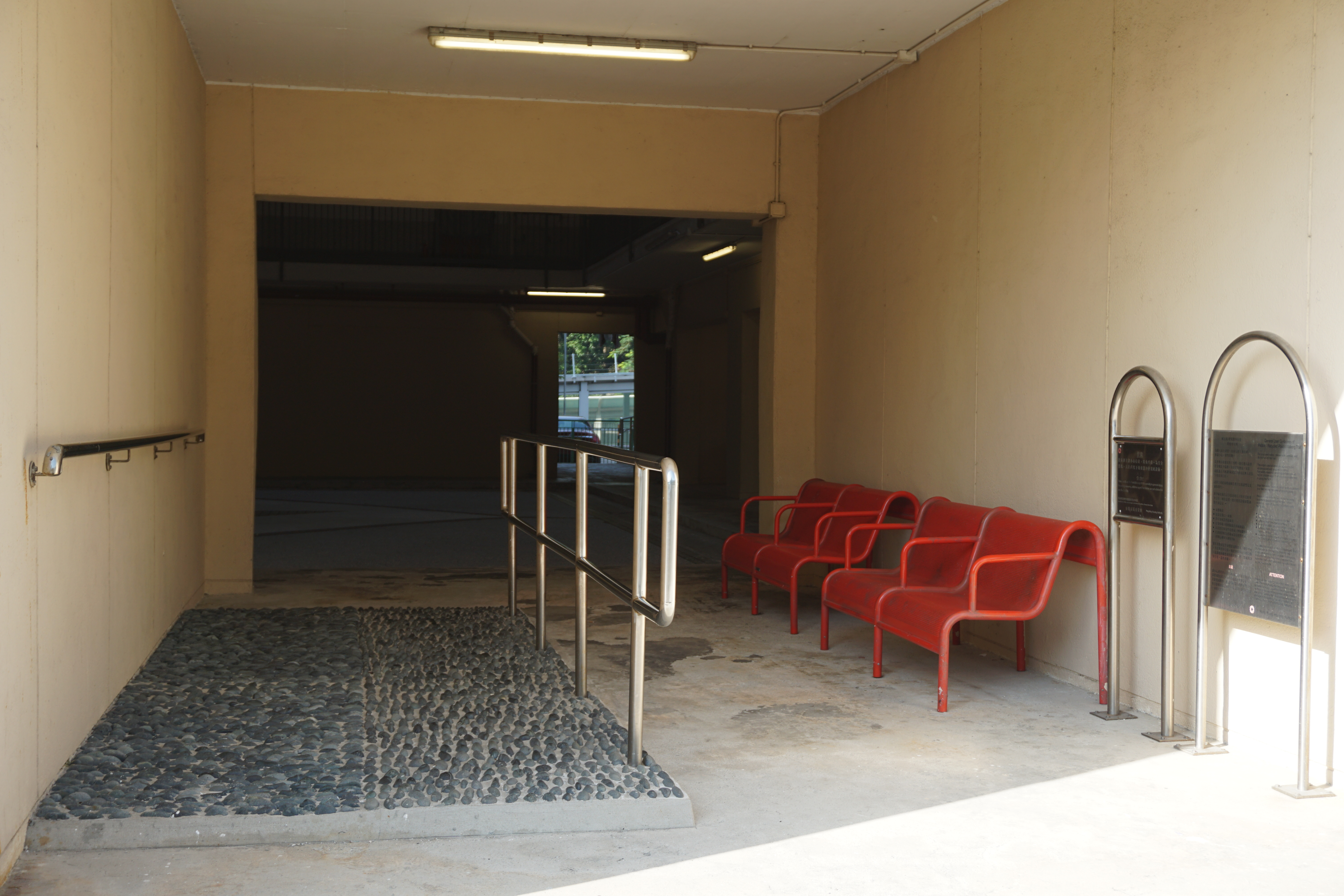
城門谷運動場
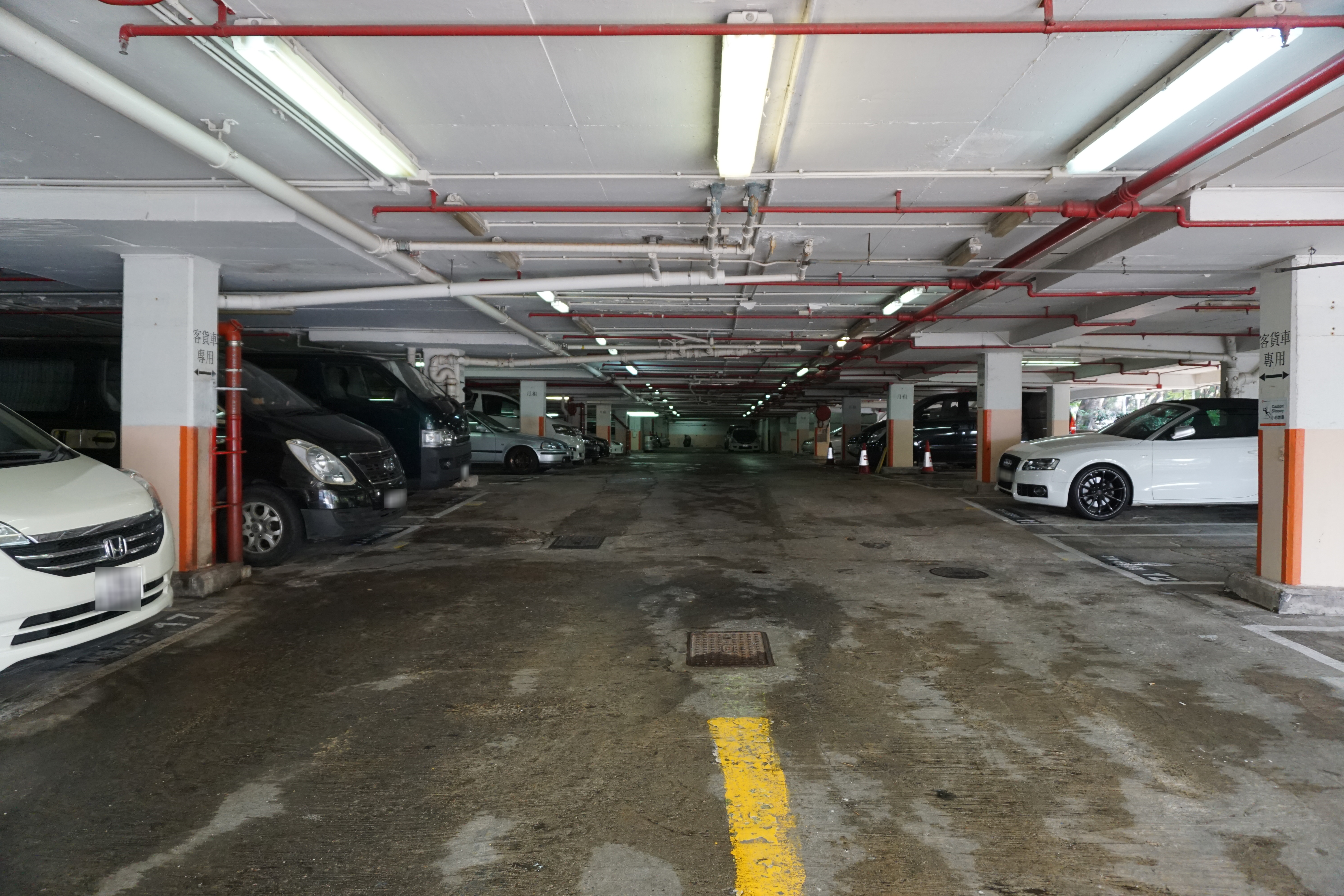
城門谷公園

- 象山商場
- 商場中庭
- 二樓商店
- 乒乓球區
- 卵石路步行徑
- 停車場

## 外景場地
- 2015年香港電影《十年》的《本地蛋》單元，於象山商場及象山街市取景。
- 2024年香港電影《爸爸》，當中「鏡記雞鴨」之相關場口於象山街市取景。

## 知名住客
- 譚凱邦：前荃灣區議會馬灣選區區議員、環保觸覺創辦人兼總幹事及前主席、前新民主同盟成員。
- 許昭暉：前荃灣區議會區議員，樂山樓互助委員會主席。
- 龍緯汶：南方民主同盟主席、香港社區發展網絡總幹事、罪犯。
- 黃智賢：無綫電視合約男藝員，11歲時從上葵涌石籬二邨第十五座調遷到翠山樓909室，直至其23歲時獨自遷出，2022年12月參與房委會與無綫電視合作拍攝的《回家》特備節目，並返回該處探訪。
- 張錦程：前無綫電視和亞洲電視男藝員。

## 區議會議席分佈
現時，象山邨所屬的區議會選區為荃灣區議會下轄的荃灣東南選區（K2），現任區議員是民建聯成員伍俊瑜及公屋聯會成員馮卓森。
2023年香港選舉改革前，象山邨所屬的區議會選區為荃灣區議會下轄的象石選區（K16）。其範圍包括象山邨全邨、石圍角邨石翠樓與石菊樓，以及象鼻山路附近的鄉村，包括三棟屋村、海壩村、老圍村、三疊潭村、上角山村、銅鼓石村等。前任區議員是民主黨成員賴文輝。

### 歷屆區議員
| 選區名稱     | 屆別                  | 議員               | 政治聯繫           | 政治聯繫                      | 議員                                | 政治聯繫                            | 政治聯繫                            |
| ------------ | --------------------- | ------------------ | ------------------ | ----------------------------- | ----------------------------------- | ----------------------------------- | ----------------------------------- |
| 荃灣東       | 1982年－1985年        | 當時定為單議席選區 | 當時定為單議席選區 | 當時定為單議席選區            | 張秀清                              |                                     | 無黨籍                              |
| 荃灣東（北） | 1985年－1988年        | 當時定為單議席選區 | 當時定為單議席選區 | 當時定為單議席選區            | 謝文佳                              |                                     | 無黨籍                              |
| 荃灣東（北） | 1988年－1991年        | 黃於唱             |                    | 無黨籍                        | 楊福廣                              |                                     | 勵進會                              |
| 石圍角及象山 | 1991年－1994年        | 羅金成             |                    | 港同盟                        | 楊福廣                              |                                     | 勵進會                              |
| 象山         | 1994年－1999年        | 許昭暉             |                    | 全民（社會服務）聯線 → 民建聯 | 分拆出石圍角選區後， 定為單議席選區 | 分拆出石圍角選區後， 定為單議席選區 | 分拆出石圍角選區後， 定為單議席選區 |
| 象山         | 1994年－1999年        | 許昭暉             |                    | 全民（社會服務）聯線 → 民建聯 | 分拆出石圍角選區後， 定為單議席選區 | 分拆出石圍角選區後， 定為單議席選區 | 分拆出石圍角選區後， 定為單議席選區 |
| 象山         | 2000年－2003年        | 蔡子民             |                    | 民主黨                        | 分拆出石圍角選區後， 定為單議席選區 | 分拆出石圍角選區後， 定為單議席選區 | 分拆出石圍角選區後， 定為單議席選區 |
| 象石         | 2004年－2007年        | 蔡子民             |                    | 民主黨                        | 分拆出石圍角選區後， 定為單議席選區 | 分拆出石圍角選區後， 定為單議席選區 | 分拆出石圍角選區後， 定為單議席選區 |
| 象石         | 2008年－2011年        | 蔡子民             |                    | 民主黨                        | 分拆出石圍角選區後， 定為單議席選區 | 分拆出石圍角選區後， 定為單議席選區 | 分拆出石圍角選區後， 定為單議席選區 |
| 象石         | 2012年－2015年        | 陳振中             |                    | 民建聯                        | 分拆出石圍角選區後， 定為單議席選區 | 分拆出石圍角選區後， 定為單議席選區 | 分拆出石圍角選區後， 定為單議席選區 |
| 象石         | 2016年－2019年        | 陳振中             |                    | 民建聯                        | 分拆出石圍角選區後， 定為單議席選區 | 分拆出石圍角選區後， 定為單議席選區 | 分拆出石圍角選區後， 定為單議席選區 |
| 象石         | 2020年－2021年7月12日 | 賴文輝             |                    | 民主黨                        | 分拆出石圍角選區後， 定為單議席選區 | 分拆出石圍角選區後， 定為單議席選區 | 分拆出石圍角選區後， 定為單議席選區 |
| 象石         | 2021年7月13日－2023年 | 議席懸空           | 議席懸空           | 議席懸空                      | 分拆出石圍角選區後， 定為單議席選區 | 分拆出石圍角選區後， 定為單議席選區 | 分拆出石圍角選區後， 定為單議席選區 |
| 荃灣東南     | 2024年－2027年        | 伍俊瑜             |                    | 民建聯                        | 馮卓森                              |                                     | 公屋聯會                            |

## 重大事件
1993年6月16日，香港天文台首次發出黑色暴雨警告訊號， 九巴32B號線巴士(車牌CK5591)中午到達象山邨巴士總站後，旁邊的山坡發生山泥傾瀉，一名在巴士總站候車女乘客被山泥活埋，救出送院後證實不治，意外一共釀成1死5傷。
2017年5月31日，象山邨東路發生強姦案，一名任職售貨員21歲女子，在客貨車上遭男同事強姦，警方翌日於馬鞍山拘捕涉案20歲男子。
2023年2月8日凌晨4時許，兩名分別46歲和42歲的夫婦在樂山樓19樓高處墮下，倒臥大廈天井地上，救援人員經檢驗證實他們明顯死亡。而警方在場沒有檢獲遺書。

## 軼聞
秀山樓每年中秋期間天井會掛起燈籠陣，吸引「龍友」帶備攝影器材來拍攝。據說掛燈籠的人為邨內的男居民，在多年前中秋節，其妻子見到有人在頂樓掛出一排燈籠後，認為十分美麗並拍照留念。自此該男子每年都在大廈的井字型天井掛起燈籠，為妻子帶來驚喜。

## 外部連結
- 香港房屋委員會象山邨資料 （页面存档备份，存于）